# Epineurium
Epineurium je obal nejvyššího řádu periferních nervů.

## Stavba obalu periferního nervu
Každý axon neuronu je izolován Schwannovou buňkou, okolo níž se nalézá první ochranný obal endoneurium. Endoneurium je tvořeno vrstvou retikulárních a kolagenních vláken. Několik svazků je chráněno druhým obalem perineuriem, tvořeným z epiteloidních buněk. Posledním obalem je epineurium, které chrání a zároveň vyplňuje svazky vláken.

## Stavba epineuria
Epineurium je tvořeno fibrózním pláštěm vazivové tkáně.